# デジタルアーカイブ
デジタルアーカイブとは、あらゆる知的資源を対象とし、その所蔵及び利用機関は文書館・公文書館・資料館・博物館・美術館・図書館等にとどまらないものである。知的資源をデジタル化し公開することによって、ネットワーク等を通じた利用も容易となる。日本の文脈でのこのような「デジタルアーカイブ」は、当初は英語圏とは異なるものを指していたが、近年は徐々に重なりつつある。
資料を精緻にデジタル化することにより、オリジナル資料へのアクセスの必要性を減らすことが出来るため、将来的にもオリジナル資料の物理的な損傷を最小限にすることが可能になる他に、無制限にコピーが作り出せるようになり、デジタル通信で遠隔地に転送したり、新たなコンテンツの素材として再利用することも可能になる。

## 特徴
デジタルアーカイブの特徴として、民主主義や情報公開のベースとなるため、国が取り組む場合が多く見られる。
欧米では自国に不利な場合でも、その事象に関連する物を保存したり、データの再検証などを行い、後世に情報を伝えるというスタンスが取られている。

## デジタルアーカイブの意義
映像遺産の保全
過去の情景、風俗を記録した映像はその国や地域にとって貴重な文化遺産であるという発想から、それら映像遺産を散逸と消滅の危機から守り保存する。
文化遺産の記録
劣化や損傷が進む歴史的文化財、また伝統芸能や伝統技術などの無形文化財をデジタル映像で記録し、後世に継承する。
地域映像ライブラリー
地域の今日の姿を体系的に映像で記録し、郷土学習への活用と次世代への継承を図るための映像ライブラリーの構築を目指す。
地域産業アーカイブ
地域の産業活動の情報化を図るため、地域の企業が共同利用できるよう商品やデザインなどのデジタル映像データベースを作る。

## デジタルアーカイブにより期待される効果
資料の破損・劣化防止
デジタル化することにより、破損を恐れることなく貴重資料を提供出来る。原資料を保護するために制限がある複写についても、コンピュータを用いてのプリントアウトにより提供が可能となる。
新しい表現の実現
いくつかの資料の映像を部分的に切り出し、再合成することや、様々な解説・音声などを付け加えることにより、元の資料をより膨らませた形での情報提供が出来るようになる。
時間的、地理的な制約を超えた資料提供
コンピュータを用い、どこからでも貴重資料へアクセスできるようになる。また、同時に多くの利用者に資料を提供でき、各小中学校や自治体による生涯学習への活用が行える。
様々な角度からの資料検索
データベース化により、様々な角度から資料の検索が行える。それにより、資料を新たな切り口から見ることが可能となる。

## 日本における歴史
1990年代中頃、東京大学名誉教授・月尾嘉男が「デジタルアーカイブ」という言葉を国内で初めて提示した。
2000年頃には、新聞社が過去の紙面をデータベース化して図書館や団体などに販売するサービスを開始する。
2003年にはNHKが番組公開ライブラリー「NHKアーカイブス」を開設。ライブラリーの映像は全国各地の放送局でもオンラインで視聴することができる。これはNHKが保有している映像や音源を後世まで広く伝えていくことを目的としたもので、ライブラリーと連動した同名のテレビ番組も放映されている。
2003年7月に決定された「e-Japan戦略II」では、コンテンツ産業などの国際競争力の向上や、海外における日本文化への理解の向上を図る手段の一つとして、放送・出版などのコンテンツや、美術館・博物館・図書館などの所蔵品、Web情報、特色のある文化などのデジタルアーカイブ化、および国内外への情報発信の推進を掲げている。
同年8月に決定された「e-Japan重点計画-2003」や2004年2月に決定された「e-Japan戦略II加速化パッケージ」でも、教育用コンテンツの充実・普及や、国などの有するコンテンツの保存と利用機会の拡大を図るために、引き続き各種コンテンツのデジタルアーカイブ化を推進していくとしている。
また文化庁と総務省は、2003年より文化遺産オンライン構想を打ち出し、全国のMLA1000館以上の連携で、国内の文化遺産65000件をWeb上で閲覧できるオンラインサービスを文化庁と国立情報学研究所の共同で行っている。2010年からはフリーワードや連想キーワードによる絞り込みでの検索が可能になった。
東京国立近代美術館フィルムセンターでは、2002年より所蔵映画のデジタル復元を行っている。日米共同で行われた『羅生門』（1950年）の復元作業は全米映画批評家協会賞の映画遺産賞を受賞した。2017年には国産アニメ生誕100周年を記念して『なまくら刀』（1917年）を始めとする戦前のアニメ作品をデジタル化し、Web上で試験的に公開する試みを行っている。
2022年8月3日「第1回デジタルアーカイブ憲章をみんなで創る円卓会議」において、デジタルアーカイブ憲章が発表されている。
2025年5月、政府が策定する文化的資産のデジタル保存推進に向けた「デジタルアーカイブ戦略」が公表された。優先分野として、マンガ、アニメ、ゲームなどの「メディア芸術」と、観光資源となり得る文化財や美術・芸術品といった「地域資源」の二つを指定した。メディア芸術分野では、日本のマンガの原画やアニメのセル画を収集・保存する拠点となる「メディア芸術ナショナルセンター」（仮称）を整備し、データベース化に取り組むとしている。並行して情報の多言語化も推進する。聖地巡礼により世界中のファンが訪れることで、関係地域の観光振興も図る。「地域資源」のデジタル保存・発信強化に向けては、全国の図書館や美術館などが所蔵する資料を一括検索できるポータルサイトであるジャパンサーチを活用し、地方自治体との連携を強化する。地元で残したい文化財や美術作品などは、自治体が中心となってデジタルアーカイブの拡充や利活用を進めるものとしている。

## アーカイブ資料の種類
アーカイブ資料は、大きく分けて「アナログオブジェクト（元の紙の文書など）」「デジタルオブジェクト」「メタデータ」の3つの要素から成り立っている。デジタルコピーは、オリジナルとまったく同じ形式ではなく、例えば紙の文書をスキャンすると、テキストではなく画像データとして保存されることが多い。この場合、OCRを導入しなければテキストとしての検索はできず、便宜的にメタデータを使って文書を探すことになる。
メタデータとは、著者名やタイトル、作成・発表の日付などの情報のことで、アナログ資料やデジタル資料を検索しやすくするために使われる。また、内容ごとにタグをつけることで、より細かく分類・整理することもできる。
なお、最初からデジタル形式で作成され、紙の原本を持たない電子ファイルは「ボーンデジタル」と呼ばれ、カテゴリーとしてはデジタルオブジェクトになるが、紙文書などをスキャニングして作成された電子化データとは区別される。